# David Nielsen
David Nielsen (født 1. december 1976) er en dansk fodboldtræner og tidligere fodboldspiller. David Nielsen spillede som angriber og har spillet i fem forskellige superligaklubber.

## Spillerkarriere
Den 26. januar 2009 skiftede han til SK Brann i en bytte aftale med Njogu Demba-Nyrén, fordi Odense Boldklub ikke vil beholde ham efter hans selvbiografi (Sorte Svin).

## Trænerkarriere
I sin tid som træner i Lyngby BK 2015-2017 formåede han at få oprykket  holdet fra en svær position, og året efter i sæsonen 2016-2017 vandt  han  med klubben bronze i Superligaen. Efter dette, valgte  han at skifte trænerjob til AGF. 
Han blev den 30. september 2017 ansat som ny cheftræner i AGF efter fyring af Glen Riddersholm. Han var med til at skaffe klubben det bedste resultat siden 1997, da AGF vandt bronze i Superligaen i 2020, men sæsonen 2021-2022 blev ikke god for klubben, der kun med nød og næppe klarede sig fri af nedrykning, og derfor besluttede klubben og David Nielsen at ophæve samarbejdet med udgangen af sæsonen.
Tirsdag d. 5. marts 2024 kunne Lyngby Boldklub offentliggøre at de har hentet David Nielsen som ny cheftræner til resten af sæsonen.

## Sorte Svin
I år 2008 udgav han Sorte Svin. En fodboldbiografi om sig selv, der gav meget debat i hele fodbold Danmark. Bogen indeholdt en masse detaljer om de mange kontroversielle episoder som David Nielsen gennem sin karriere har været involveret i, bl.a. utallige voldsepisoder og spilleskandalen hvor David Nielsen sammen med holdkammeraten Jimmy Nielsen tabte et millionbeløb i hasardspil og var skyld i at den lokale kiosk "Spilleboxen" måtte lukke grundet den ubetalte milliongæld.

## Privat
David Nielsen er født i Sønderborg, men flyttede kort efter til Skagen med sin mor, hvor han også er opvokset.
Hans far er fra den Demokratiske Republik Congo.

## Spillerhæder
- 1999 Årets spiller i FC København
- 1998, 1999 og 2000: Topscorer i FC København

## Bogudgivelser
- Sorte Svin, 2008. Officiel hjemmeside Arkiveret 13. februar 2005 hos  Wayback Machine